# Wash-a-kie
Wash-a-kie (též Washakie, původním jménem Pinaquana; 1798/1804 – 20./21. února 1900) byl indiánský válečník a náčelník Šošonů. Je řazen mezi nejuznávanější indiánské náčelníky své doby.
Wash-a-kie vedl šošonské bojovníky ve vítězných tažených proti Černonožcům a Vraním indiánům a jeho válečnické a řečnické umění mu vyneslo pozici nezpochybnitelného vůdce Šošonů, jejichž roztříštěné skupinky sjednotil pod svým vedením (okolo 1843). V této pozici dospěl k závěru, že je beznadějné vzdorovat invazi bělochů do hloubi indiánských území a začal uzavírat spojenectví s bílými kolonisty a vojáky, kteří mu za prokázané služby poskytovali podporu, kterou potřeboval ve svém zápase s mnohem většími kmeny Černonožců, Čejenů a Siouxů, které se za svého přesunu na západ (dál od bílých) snažily usadit na jeho území.
Byl velmi vzdělaný (na tehdejšího indiána), bez potíží se domluvil několika indiánskými jazyky a mimo to anglicky a francouzsky. Několikrát navštívil velká města bílých, což ho utvrdilo v jeho přesvědčení, že ozbrojený odpor proti jejich expansi nemá naději na úspěch.
Jako náčelník uzavřel řadu smluv s bělochy ohledně územních nároků svého kmene a i když byly porušeny, neváhal reagovat smírně a uzavřít nové, byť byly mnohem horší. Jeho politika tak zajistila malému kmeni Šošonů relativně velké území okolo Wind River (Větrné řeky) ve Wyomingu, aniž by vedl zničující válku s bělochy (kmen na něm setrvává dodnes, byť se oblast oproti původní dohodě zmenšila zhruba na 1/6), a zajistila jeho kmeni přísun strojů a dobytka a založení škol.
Jako věrný spojenec vlády byl veden jakožto regulérní záložník americké armády a po své smrti byl pohřben s plnými vojenskými poctami. Washakie County ve Wyomingu je pojmenován na jeho počest.